# Coirón (Coquimbo)
Coirón es una localidad de la comuna de Salamanca, Región de Coquimbo. Se ubica a 21 km de Salamanca y su población es de 369 habitantes, es orillada por el Río Choapa y conectada por la Ruta D-835, su superficie es de 0,7 km². 